# Емблема
Ембле́ма (від грец. έμβλημα — вставка, опукла прикраса) — умовне означення певного поняття, ідеї за допомогою зображення.
Емблема нерідко розглядається як різновид алегорії, але відрізняється від неї тим, що можлива лише у пластичних мистецтвах. Від символу емблема відрізняється тим, що її означуваний зміст визначений і не підлягає тлумаченню.
У вузькому розумінні, емблема — символічне зображення, звичайно з коротким девізом і докладнішим дидактичним текстом, зразок характерного для культури маньєризму і бароко жанру літературно-художньої емблематики. Спеціальні збірники емблем, що метафорично пояснють всілякі богословські, політичні й етико-побутові поняття, були дуже популярними у 2-й половині 16-18 століть і значно вплинули на літературу, а також образотворче і декоративно-прикладне мистецтво цієї епохи.

## Приклади
- Голуб — емблема руху прихильників миру;
- Ліра — емблема музики.

## Емблема в геральдиці
В радянський період емблеми в СРСР використовувались замість традиційних гербів. Головною їх ознакою була практично повна невідповідність усталеним геральдичним традиціям та їх ігнорування.